# 奥村政房
奥村 政房（おくむら まさふさ、生没年不詳）とは、江戸時代の浮世絵師。

## 来歴
奥村政信の門人で文志と号す。作画期は寛保から延享の頃にかけてで、黒本・青本の挿絵を描く。一枚絵も描いたという。生没年は不明だが、『奥村政信画譜』は「黄表紙にその画なきより見れば、歿年亦恐らくは安永以後に在らざるべし」と述べている。

## 作品
- 『年玉日待噺』三巻　黒本
- 『鶴竹情の商人』三巻　黒本
- 『栄華義経蝦夷錦』三巻　黒本
- 『盛景両面鏡』三巻、青本　※延享4年（1747年）刊行
- 『花重窟内裏』（はながさねいわやだいり）二巻　黒本（青本）　※延享4年刊行。琴鶴作